# New York City Marathon

Banan till New York City Marathon 2013.

New York City Marathon (fullständigt nuvarande namn: TCS New York City Marathon och tidigare ING New York City Marathon, för sponsorskäl) är ett årligt maratonlopp genom fem stadsdelar i New York City som har hållits varje år sedan 1970, med 2012 och 2020 som de enda undantagen, på grund av Orkanen Sandy respektive Covid-19-pandemin.

Det är världens största maratonlopp, med strax över 50 000 fullföljare 2013. Året efter slog man sitt eget deltagarrekord med 50 564 fullföljande, och 2016 slogs återigen rekordet med sammanlagt 51 394 fullföljande löpare.
Tävlingen arrangeras av New York Road Runners (NYRR). Den hålls den första söndagen i november och lockar professionella tävlande och amatörer från hela världen. På grund av loppets popularitet så väljs deltagande till stor del genom ett lotteri. Löpare som är medlemmar i NYRR kan ta sig in genom att uppfylla kvalifikationerna för garanterat inträde eller via nominering från en officiell löparklubb.
Evenemanget är ett av de sex stora maratonloppen som tillsammans bildar World Marathon Majors (de övriga är maratonloppen i Tokyo, Boston, London, Berlin och Chicago) med en miljon dollar i prispengar, som den vinnande mannen respektive kvinnan delar på.

Loppet startar på Staten Island, passerar Verrazzano-Narrows Bridge, fortsätter i stadsdelarna Brooklyn, Queens, Manhattan och Bronx innan löparna återigen når Manhattan. Loppet fortsätter slutligen en bit in i Central Park, där målet är beläget.